# هجرة شوكان (الطيال)

تعديل مصدري - تعديل

هجرة شوكان هي إحدى قرى عزلة جبل اللوز بمديرية الطيال التابعة لمحافظة صنعاء، بلغ تعداد سكانها 752 نسمة حسب تعداد اليمن لعام 2004.